# Старобалтачево (Дюртюлинский район)
Старобалтачево (баш. Иҫке Балтас) — деревня в Дюртюлинском районе Республики Башкортостан Российской Федерации. Входит в состав Исмаиловского сельсовета.

## География

### Географическое положение
Расстояние до:
- районного центра (Дюртюли): 13 км,
- центра сельсовета (Исмаилово): 6 км,
- ближайшей ж/д станции (Буздяк): 135 км.

## Население
| 2002 | 2009 | 2010 |
| ---- | ---- | ---- |
| 141  | ↗154 | ↘128 |

Согласно переписи 2002 года, преобладающая национальность — русские (64 %).